# Жирова
Жирова (укр. Жирова) — село в Ходоровской городской общине Стрыйского района Львовской области Украины.
Население по переписи 2001 года составляло 1387 человек. Занимает площадь 2,04 км². Почтовый индекс — 81726. Телефонный код — 3239.

## Персоналии
- Яськив, Мария Франковна (1913—?) — Герой Социалистического Труда.